# Charlotte Rampling

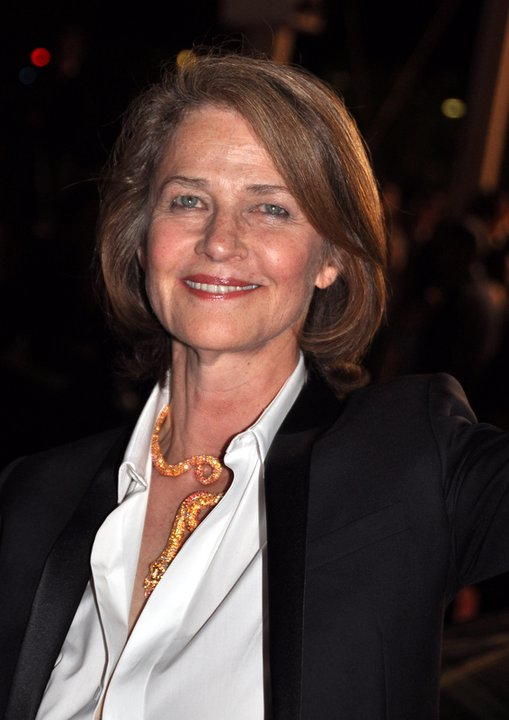
Charlotte Rampling 2011 bei den Filmfestspielen von Cannes

Tessa Charlotte Rampling OBE (* 5. Februar 1946 in Sturmer, Essex, England) ist eine britische Schauspielerin, die seit Mitte der 1960er-Jahre an zahlreichen internationalen Filmproduktionen mitwirkte. Bekannt wurde sie durch Filme wie Der Nachtportier, Zardoz, The Verdict, Swimming Pool und 45 Years.

## Leben

### Jugend und Karrierebeginn
Geboren als Tochter der Malerin Isabel Anne (geb. Gurteen) und des Army-Offiziers und Leichtathleten Godfrey Rampling besuchte Charlotte Rampling Schulen in Frankreich und England, bevor sie eine Karriere als Fotomodell einschlug.
Schon bald darauf verabschiedete sie sich jedoch von dieser Karriere und nahm ein Jahr lang Unterricht an der Londoner Schauspielschule The Royal Court. In Richard Lesters Sexkomödie Der gewisse Kniff (The Knack) hatte sie 1965 mit einem Kurzauftritt als Wasserskiläuferin ihren ersten Kontakt mit dem Film. Ein Jahr später übernahm sie in der Komödie Georgy Girl ihre erste größere Rolle als Mitbewohnerin von Lynn Redgrave. Die Nebenrolle machte sie über Großbritannien hinaus bekannt und verschaffte ihr weitere Rollenangebote. 1967 trat sie als Kunstschützin Hanna Wilde in der Episode Fliegen Sie mal ohne (The Superlative Seven) der Fernsehserie Mit Schirm, Charme und Melone auf.

### Auftritte in italienischen Filmen
Ende der 1960er Jahre wurden in ihrem Heimatland größtenteils oberflächliche Komödien gedreht. Die angebotenen Rollen waren daher laut Rampling „dollybirds, and girls following plots, and girlfriend of the hero“ („Püppchen, ränkeschmiedende Mädchen und Freundin des Helden“). Auf der Suche nach aufregenderen Rollen wandte sie sich dem italienischen Kino zu und nahm eine Nebenrolle in Luchino Viscontis Politdrama Die Verdammten an.
Bis Mitte der 1970er Jahre wirkte sie in vielen italienischen Produktionen mit, darunter auch 1974 in Liliana Cavanis Der Nachtportier, der einen Skandal auslöste, da er ein sadomasochistisches Verhältnis zwischen dem ehemaligen Wärter eines Konzentrationslagers (Dirk Bogarde) und seinem weiblichen Häftling (Rampling) schildert. Der Film wurde in Italien zunächst verboten und löste hitzige Debatten unter europäischen und US-amerikanischen Filmkritikern aus.

### Hollywood
Ihr Auftritt in diesem Film trieb jedoch ihre Karriere voran und machte Regisseure wie Woody Allen, Sidney Lumet und Alan Parker auf sie aufmerksam. Unter der Regie und an der Seite von Allen übernahm sie 1980 die weibliche Hauptrolle in Stardust Memories. Da man ihr von nun an auch komplizierte Frauenrollen anbot, arbeitete sie in den 1980ern überwiegend in Europa.

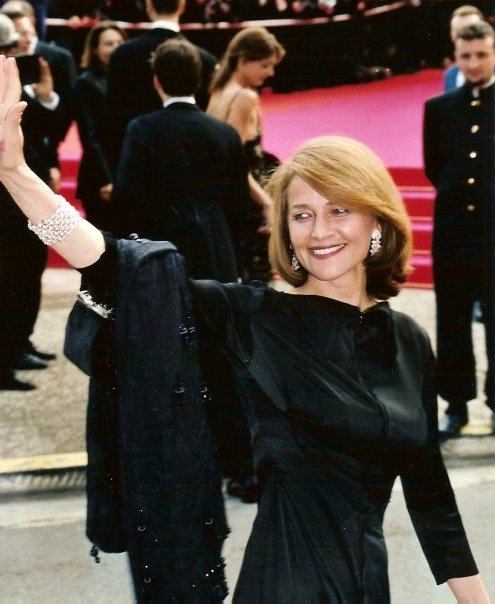
Charlotte Rampling 2001 bei den Filmfestspielen von Cannes

### Frankreich / Heirat
1972 heiratete Rampling ihren Agenten, den Schauspieler Bryan Southcombe, und ließ sich in Südfrankreich nieder. Im selben Jahr wurde der gemeinsame Sohn Barnaby geboren. 1976 lernte sie auf einer Party den Elektronikmusiker Jean-Michel Jarre kennen, den sie 1978 heiratete. Die beiden trennten sich 1996, die Ehe wurde 2002 geschieden. Für Jarres Album Oxygène steuerte Rampling die Fotos bei, ebenso hat sie viele Konzerte von Jean-Michel Jarre fotografisch dokumentiert. Zusammen haben sie einen Sohn, David (* 1977).
Beachtung fand ihre Rolle der „Valérie von Taussig“ in der Romanverfilmung Radetzkymarsch (1995) nach Joseph Roth. 1999 übernahm sie kurzfristig die weibliche Hauptrolle in Michael Cacoyannis’ Verfilmung des Tschechow-Klassikers Der Kirschgarten an der Seite von Alan Bates, Katrin Cartlidge, Xander Berkeley, Gerard Butler und Michael Gough.

### Ab dem Jahr 2000
Im Jahr 2000 spielte sie die Hauptrolle in François Ozons Filmdrama Unter dem Sand, für die sie eine Nominierung für den französischen Filmpreis César und den Europäischen Filmpreis als beste Hauptdarstellerin erhielt. Ihr Erfolg machte sie einem neuen Publikum bekannt und war der Startschuss für ihre seither andauernde zweite Karriere. Für ihre Verdienste um die kulturellen Beziehungen zwischen Frankreich und Großbritannien wurde sie Ende des Jahres 2000 zum Officer of the Order of the British Empire ernannt. 2002 veröffentlichte sie ein Album mit dem Titel „comme une femme“, auf dem sie französische und englische Lieder aus der Feder von Michel Rivegauche und Jean-Pierre Stora singt. Begleitet wird sie dabei von dem Pianisten Claude Rogen.
2003 kam es mit dem Film Swimming Pool zur zweiten Zusammenarbeit mit Ozon. Wiederum war sie in der Kategorie Beste Hauptdarstellerin für einen César und einen Europäischen Filmpreis nominiert. Diesmal gewann sie den europäischen Preis. Im selben Jahr startete sie ihre Theaterkarriere und trat im Pariser Théâtre Édouard VII in dem Stück „Petits Crimes Conjugaux“ auf. Im folgenden Jahr erhielt sie in London hervorragende Kritiken für ihre Leistung in Pierre Marivaux’ Theaterstück „The False Servant“ (Die falsche Zofe). Außerdem verbrachte sie mit dem deutschen Fotografen Juergen Teller eine Woche in einem Pariser Hotel bei einer exzessiven Langzeit-Performance. Die dabei entstandenen Bilder wurden im Sommer 2004 in Wien unter dem Titel „Louis XV“ erstmals ausgestellt und auch in einem Buch veröffentlicht.
Bei den 56. Internationalen Filmfestspielen in Berlin vom 9. bis 19. Februar 2006 war sie Jury-Präsidentin.
2011 erschien ein Porträtfilm über Charlotte Rampling, The Look, hergestellt von der deutschen Regisseurin Angelina Maccarone. 2013 verkörperte sie in der achten Staffel von Dexter die Psychiaterin Dr. Evelyn Vogel, die sich auf Serienkiller spezialisiert hat. 2015 erschien ihre gemeinsam mit dem Schriftsteller Christophe Bataille in französischer Sprache verfasste Autobiografie Qui je suis (Wer ich bin). Ein weiterer Dokumentarfilm namens Rätselhafte Charlotte Rampling von Regisseurin Valérie Manns wurde 2022 produziert und am 25. Juni 2023 auf dem TV-Sender ARTE ausgestrahlt. Hier begutachtet Rampling Szenen ihrer Filme und kommentiert ihr Schaffens- und Lebenswerk.

## Filmografie (Auswahl)
- 1964: Der gewisse Kniff (The Knack … and How to Get It)
- 1966: Georgy Girl
- 1967: Der Kampf (The Long Duel)
- 1967: Mit Schirm, Charme und Melone (The Avengers) (Fernsehserie, 1 Episode: „Fliegen Sie mal ohne“)
- 1968: Die Mafia-Story (Sequestro di persona) – Regie: Gianfranco Mingozzi
- 1969: Die Verdammten (La caduta degli dei)
- 1971: Fluchtpunkt San Francisco (Vanishing Point)
- 1971: Addio fratello crudele – Regie: Giuseppe Patroni Griffi
- 1972: Asylum
- 1972: Heinrich VIII. und seine sechs Frauen (Henry VIII and His Six Wives) – Regie: Waris Hussein
- 1973: Duell in Vaccares (Caravan to Vaccares) – Regie: Geoffrey Reeve
- 1973: Giordano Bruno – Regie: Giuliano Montaldo
- 1974: Zardoz
- 1974: Der Nachtportier (Il portiere di notte)
- 1974: Yuppi Du – Regie: Adriano Celentano
- 1975: Fahr zur Hölle, Liebling (Farewell, My Lovely)
- 1975: Das Fleisch der Orchidee (La Chair de l’orchidée)
- 1976: Sherlock Holmes in New York
- 1975: Foxtrott (Foxtrot) – Regie: Arturo Ripstein
- 1977: Orca – Der Killerwal (Orca – the Killer Whale)
- 1977: Das malvenfarbene Taxi (Un taxi mauve)
- 1980: Stardust Memories
- 1982: The Verdict – Die Wahrheit und nichts als die Wahrheit (The Verdict)
- 1984: Viva la vie – Es lebe das Leben (Viva la vie) – Regie: Claude Lelouch
- 1985: Mörderischer Engel (On ne meurt que deux fois) – Regie: Jacques Deray
- 1985: Tristesse et beauté – Regie: Joy Fleury
- 1986: Max mon amour
- 1987: Mascara – Regie: Patrick Conrad
- 1987: Angel Heart
- 1988: Paris bei Nacht (Paris by Night) – Regie: David Hare
- 1988: D.O.A. – Bei Ankunft Mord (D.O.A.)
- 1992: Die verlassene Frau (La Femme abandonnée)
- 1992: Sommer des Erwachens (Hammers Over the Anvil) – Regie: Ann Turner
- 1993: Asphalt Tango – Regie: Nae Caranfil
- 1994: Tödliche Gedanken (Murder in Mind) – Regie: Robert Bierman
- 1994: Time Is Money – Regie: Paolo Barzman
- 1995: Radetzkymarsch
- 1996: Tödliche Umstände (Invasion of Privacy) – Regie: Anthony Hickox
- 1997: Wings of the Dove – Die Flügel der Taube (The Wings of the Dove)
- 1999: Der Kirschgarten (The Cherry Orchard) – Regie: Michael Cacoyannis
- 1999: Signs & Wonders – Regie: Jonathan Nossiter
- 1999: Great Expectations (Fernsehfilm)
- 2000: Superstition – Spiel mit dem Feuer (Superstition)
- 2000: Aberdeen
- 2000: Unter dem Sand (Sous le sable)
- 2001: Der vierte Engel (The Fourth Angel)
- 2001: Spy Game – Der finale Countdown (Spy Game)
- 2002: Küss mich, wenn du willst (Embrassez qui vous voudrez)
- 2003: Dead Simple (I’ll sleep when I’m dead) – Regie: Mike Hodges
- 2003: Mein Vater, der Kaiser (Imperium: Augustus)
- 2003: Swimming Pool
- 2003: The Statement
- 2004: Die Hausschlüssel (Le chiavi di casa)
- 2004: Immortal – New York 2095: Die Rückkehr der Götter
- 2005: In den Süden (Vers le Sud)
- 2005: Lemming
- 2006: Wir verstehen uns wunderbar (Désaccord parfait)
- 2006: Basic Instinct – Neues Spiel für Catherine Tramell (Basic Instinct 2)
- 2007: Angel – Ein Leben wie im Traum
- 2007: Caótica Ana
- 2008: Deception – Tödliche Versuchung
- 2008: Babylon A.D.
- 2008: Die Herzogin (The Duchess)
- 2010: StreetDance 3D
- 2010: Alles, was wir geben mussten (Never Let Me Go)
- 2010: Rio Sex Comedy – Regie: Jonathan Nossiter
- 2011: Melancholia
- 2011: Die Mühle und das Kreuz (Młyn i krzyż)
- 2012: I, Anna
- 2012: Cleanskin – Bis zum Anschlag (Cleanskin)
- 2012: Ghost Recon: Alpha – Regie: François Alaux, Hervé de Crécy
- 2012: Ruhelos (Restless, Fernsehfilm) – Regie: Edward Hall
- 2013: The Sea
- 2013: Nachtzug nach Lissabon (Night Train to Lisbon)
- 2013: Jung & Schön (Jeune et Jolie)
- 2013: Dexter (Fernsehserie, 10 Folgen)
- 2015: 45 Years
- 2015: Broadchurch (Fernsehserie, 8 Folgen)
- 2015: London Spy (Fernsehserie, 2 Folgen)
- 2016: Assassin’s Creed
- 2017: Euphoria
- 2017: Hannah
- 2017: Vom Ende einer Geschichte (The Sense of an Ending) – Regie: Ritesh Batra
- 2018: Red Sparrow
- 2018: The Little Stranger
- 2019: Valley of the Gods
- 2019: Kidnapping (DNA, Fernsehserie, 4 Folgen)
- 2021: Alles ist gut gegangen (Tout s’est bien passé)
- 2021: Benedetta
- 2021: Juniper
- 2021: Dune
- 2024: Dune: Part Two

## Auszeichnungen
- 1985: César-Nominierung als beste Hauptdarstellerin für On ne meurt que 2 fois
- 1987: Fantasporto als beste Hauptdarstellerin für Mascara
- 2000: César-Nominierung als beste Hauptdarstellerin für Sous le sable
- 2000: Nominierung für den National Society of Film Critics Award als beste Hauptdarstellerin für Sous le sable
- 2003: Europäischer Filmpreis als beste Hauptdarstellerin für Swimming Pool
- 2003: César-Nominierung als beste Hauptdarstellerin für Swimming Pool
- 2003: Nominierung für den London Critics’ Circle Film Award als Britische Hauptdarstellerin des Jahres für Swimming Pool
- 2004: Nominierung für den Europäischen Filmpreis als beste Hauptdarstellerin für Immortel
- 2005: César-Nominierung als beste Nebendarstellerin für Lemming
- 2005: Nominierung für den Europäischen Filmpreis als beste Hauptdarstellerin für Lemming
- 2011: Nominierung für den AACTA Award als beste Hauptdarstellerin für The Eye of the Storm
- 2012: Nominierung für den Primetime Emmy Award als beste Nebendarstellerin für Restless
- 2012: Nominierung für den Screen Actors Guild Award als beste Hauptdarstellerin für Restless
- 2015: Silberner Bär auf der Berlinale 2015 als beste Darstellerin für 45 Years
- 2015: Europäischer Filmpreis als beste Darstellerin für 45 Years
- 2015: Europäischer Filmpreis für ihr Lebenswerk
- 2015: Boston Society of Film Critics Award als beste Hauptdarstellerin für 45 Years
- 2015: Edinburgh International Film Festival Award für die Beste darstellerische Leistung für 45 Years
- 2015: Satellite Award—Nominierung für die Beste Hauptdarstellerin für 45 Years
- 2015: Nominierung für den London Critics’ Circle Film Award als beste Hauptdarstellerin für 45 Years
- 2015: Nominierung für den Critics’ Choice Movie Award als beste Hauptdarstellerin für 45 Years
- 2015: Nominierung für den Chicago Film Critics Association Award als beste Hauptdarstellerin für 45 Years
- 2016: Oscar-Nominierung als beste Hauptdarstellerin für 45 Years
- 2017: Coppa Volpi der Filmfestspiele von Venedig für Hannah
- 2019: Internationale Filmfestspiele Berlin – Goldener Ehrenbär für ihr Lebenswerk[4]

## Dokumentarfilme
- The Look – Charlotte Rampling – A self portrait through others. Dokumentarfilm, Deutschland, Frankreich, 2011, 94 Min., Buch und Regie: Angelina Maccarone, Produktion: Prounenfilm, Tag/Traum, Les films d’ici, ZDF, 3sat, Erstsendung: 25. November 2012 bei 3sat, Inhaltsangabe von 3sat.
- Rätselhafte Charlotte Rampling. Dokumentarfilm, Frankreich, 2022, 54 Min., Regie: Valérie Manns, Produktion: Valérie Abita, ARTE und ZED, Erstsendung: 25. Juni 2023 bei ARTE, Inhaltsangabe von ARTE.